# Конрад Ольсен
Конрад Ольсен (норв. Conrad Olsen, 6 липня 1891 — 19 жовтня 1970) — норвезький академічний веслувальник.
Бронзовий призер Олімпійських Ігор 1920 року в складі вісімки.